# How Can I Ease the Pain
How Can I Ease the Pain  è un singolo della cantautrice statunitense Lisa Fischer pubblicato il 1° giugno 1991 come primo estratto dal suo unico album So Intense.

## Descrizione
Il brano è il più grande successo nella carriera della cantante. Ha raggiunto la posizione numero 11 nella Billboard Hot 100, e ha raggiunto la vetta della classifica Hot R&B/Hip-Hop Songs per due settimane. Il brano viene spesso ricordato per essere uno dei più complessi da eseguire vocalmente.

## Altri utilizzi
Un sample del brano è stato utilizzato dal gruppo rap Three 6 Mafia per il singolo Late Nite Tip.

## Classifiche
| Classifica (1991)                    | Posizione massima |
| ------------------------------------ | ----------------- |
| Stati Uniti                          | 11                |
| Stati Uniti (classifica R&B/Hip-Hop) | 1                 |
| Australia                            | 117               |